# Aggie Beever-Jones
Agnes "Aggie" Beever-Jones, född 27 juli 2003, är en engelsk fotbollsspelare som spelar som forward för Chelsea och Englands landslag.

## Uppväxt
Beever-Jones växte upp i Surrey, nära Chelseas Cobham Training Center. Hennes farfar, en inbiten Chelsea-fan, tog henne till Chelseas arena Stamford Bridge, vilket väckte hennes intresse för fotboll. Innan hon blev anfallsspelare började hon som målvakt i ett lokalt pojklag. Beever-Jones har berättat att hon avvisades av Chelsea Academy, innan hon blev antagen ett år senare i åldern 9–10 år.

## Klubbkarriär

### Chelsea

#### 2020–21
Efter att ha gått genom Chelseas akademi, erbjöds Beever-Jones ett proffskontrakt vid 18 års ålder, och beskrev det som en "dröm som gick i uppfyllelse". Hon gjorde sin seniordebut i 4–0 bortasegern över Aston Villa på Banks's Stadium den 27 januari 2021. Den 16 april samma år fick hon sin första start i en hemmaseger med 5–0 mot London City Lionesses i den fjärde omgången av FA-cupen..

#### 2023–24
Säsongen 2023–24 återvände Beever-Jones till Chelsea. Den 22 October 2023 gjorde hon sitt första WSL-mål för klubben mot en 4–2-seger mot Brighton & Hove Albion. I december samma år fick hon göra sin debut i UEFA Champions League i matchen mot BK Häcken, som slutade oavgjort 0–0.I januari 2024 skrev hon på ett nytt kontrakt med Chelsea till sommaren 2026, med en option att förlänga affären ytterligare ett år, efter att ha gjort 6 mål på 12 matcher under säsongen 2023–24.

#### 2024–25
Efter att ha gjort sitt debutmål i UEFA Women's Champions League mot Twente den 17 oktober 2024. Senare i gruppspelet kom det första röda kortet: på övertid mot Celtic fick hon ett andra gult kort, det när Chelsea ledde med 2–1 på 13 november 2024.

### Bristol City (lån)
2021–22

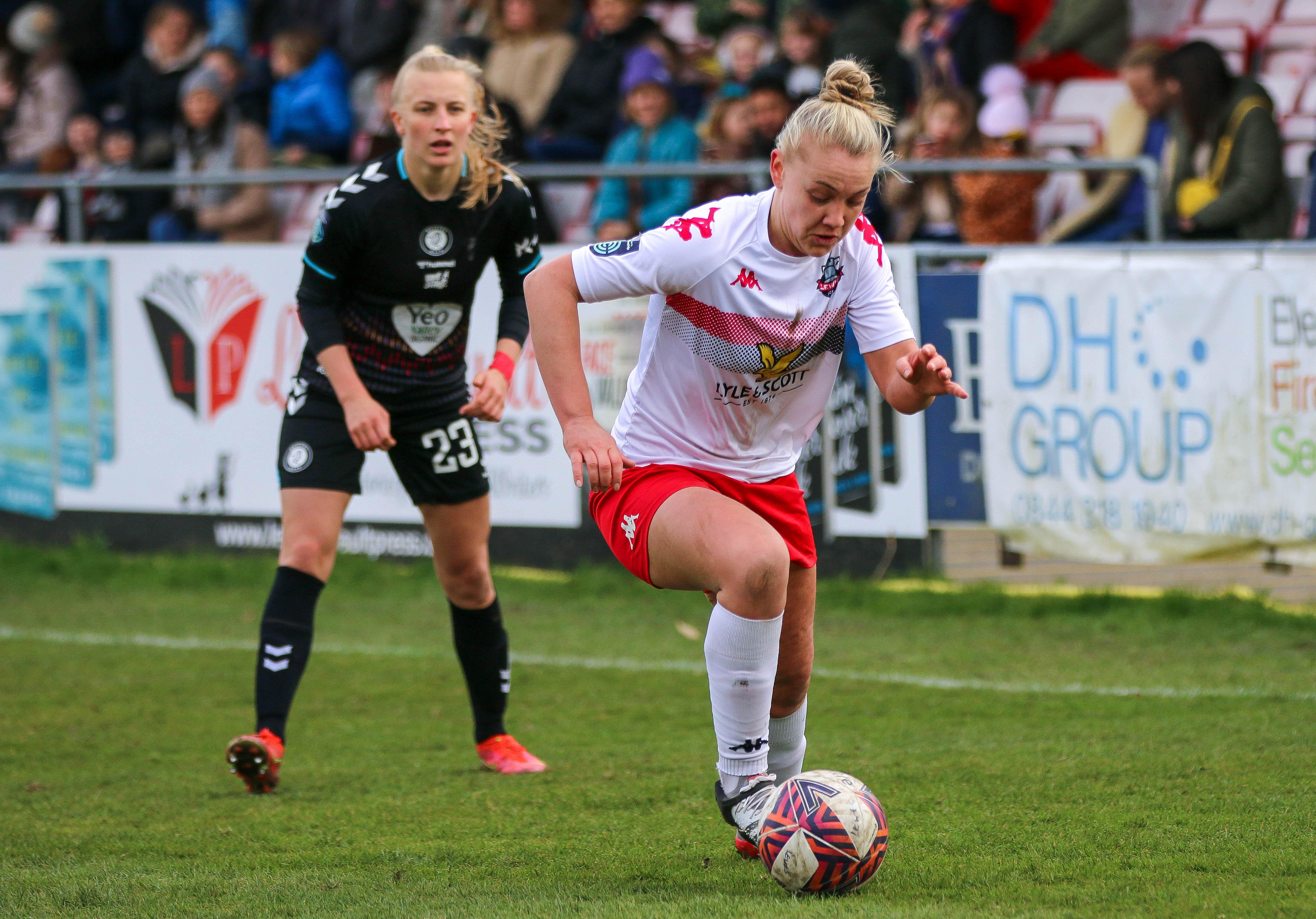
Beever-Jones (till vänster) spelar för Bristol City mot Lewes 2022.

Den 19 augusti 2021 lånades Beever-Jones ut till Bristol City i Championship över säsongen 2021–22, och beskrev flytten som en fantastisk möjlighet att "utveckla mitt allroundspel i en konkurrenskraftig liga".
Bristols manager Lauren Smith har sedan dess diskuterat Beever-Jones utveckling i klubben och beskrivit henne som en "fenomenal talang", som hon hoppas ska fortsätta växa som spelare. Beever-Jones har sagt att hon kände sig trodd på av klubben, som hjälpte henne på många sätt, "både på och utanför planen".

### Everton (lån)
I augusti 2022 skrev Beever-Jones på för Everton på ett säsongslångt lån, och beskrev klubben som "den perfekta platsen". Evertons manager Brian Sørensen ansåg att yttern är en av Englands stigande stjärnor.

## Internationell karriär
Beever-Jones har representerat England på flera ungdomsnivåer, från under-15 upp till under-23.
A-landslaget tog ut henne den 14 maj 2024 för de fyra kvalmatcher för UEFA EM 2025 som spelades den sommaren. Hon gjorde sin seniordebut den 12 juli och kom in som avbytare i den 89:e minuten i en 2–1-seger mot Irland.

## Utmärkelser
Chelsea
- FA-cupen för damer: 2020–21[15]
- Women´s Super League: 2023–24[16]